# Paulo Soares
Paulo Soares, mais conhecido como Amigão (São Paulo, 13 de setembro de 1963) é um apresentador de televisão e locutor esportivo brasileiro.
Atualmente, trabalha nos canais ESPN Brasil.
O apelido de Amigão da Galera surgiu em 1990, através de seu colega e repórter Osvaldo Pascoal, então na Rádio Record.

## Carreira
Começou sua carreira como narrador aos 15 anos, em fevereiro de 1978, na Rádio Clube Ararense.[carece de fontes?]
Há alguns anos, ainda antes de chegar aos canais ESPN Brasil, chegou a narrar partidas para o SBT em 2003, além de rápidas passagens por Record, Cultura e Gazeta.
Na TV, seu principal trabalho é o Sportscenter, onde dividiu a bancada com Antero Greco, morto em 2024. O jornal esportivo foi criado em 2000, durante a cobertura das Olimpíadas de Sydney, e está no ar até hoje.
No rádio, Paulo Soares já narrou em diversas rádios brasileiras, entre elas, Globo, Bandeirantes, Record, Gazeta e Estadão ESPN.

## Emissoras

### Rádio
1978: Rádio Clube - Araras

1979 - 1980: Rádio Clube - Santos

1981: Rádio Cacique - Santos

1982: Rádio Guarujá - Guarujá

1983: Rádio Difusora Oeste - Osasco

1983–1985: Rádio Gazeta - São Paulo

1985–1992: Rádio Record - São Paulo

1992: Rádio Gazeta - São Paulo

1992-1998: Rádio Globo - São Paulo

1999–2001: Rádio Bandeirantes - São Paulo

2007–2012: Rádio Estadão - São Paulo

### Televisão
1983–1985: TV Gazeta - São Paulo

1985–1991: TV Record - São Paulo

1992–1993: TV Cultura - São Paulo

1994–1995: TVA Esportes  - São Paulo

1995–presente: ESPN Brasil - São Paulo

1998 e 2003: SBT - São Paulo

## Copas do Mundo
Copa do Mundo de 1986 – Rádio e TV Record

Copa do Mundo de 1990 – Rádio e TV Record

Copa do Mundo de 1994 – Rádio Globo

Copa do Mundo de 1998 – ESPN Brasil e SBT

Copa do Mundo de 2002 – ESPN Brasil

Copa do Mundo de 2006 – ESPN Brasil

Copa do Mundo de 2010 – ESPN Brasil

Copa do Mundo de 2014 – ESPN Brasil

## Prêmios
| Ano  | Prêmio                                                                     | Categoria                         | Resultado | Ref.   |
| ---- | -------------------------------------------------------------------------- | --------------------------------- | --------- | ------ |
| 2008 | Troféu ACEESP (Associação dos Cronistas Esportivos do Estado de São Paulo) | Apresentador de TV por Assinatura | Venceu    | [ 6 ]  |
| 2009 | Troféu ACEESP (Associação dos Cronistas Esportivos do Estado de São Paulo) | Apresentador de TV por Assinatura | Venceu    | [ 7 ]  |
| 2010 | Troféu ACEESP (Associação dos Cronistas Esportivos do Estado de São Paulo) | Apresentador de TV por Assinatura | Venceu    | [ 8 ]  |
| 2011 | Troféu ACEESP (Associação dos Cronistas Esportivos do Estado de São Paulo) | Apresentador de TV por Assinatura | Venceu    | [ 9 ]  |
| 2012 | Troféu ACEESP (Associação dos Cronistas Esportivos do Estado de São Paulo) | Apresentador de TV por Assinatura | Venceu    | [ 10 ] |
| 2013 | Troféu ACEESP (Associação dos Cronistas Esportivos do Estado de São Paulo) | Apresentador de TV por Assinatura | Venceu    | [ 11 ] |
| 2014 | Troféu ACEESP (Associação dos Cronistas Esportivos do Estado de São Paulo) | Apresentador de TV                | Indicado  | [ 12 ] |
| 2015 | Troféu ACEESP (Associação dos Cronistas Esportivos do Estado de São Paulo) | Apresentador de TV por Assinatura | Indicado  | [ 13 ] |
| 2017 | Troféu ACEESP (Associação dos Cronistas Esportivos do Estado de São Paulo) | Apresentador de TV                | Venceu    | [ 14 ] |
| 2019 | Troféu ACEESP (Associação dos Cronistas Esportivos do Estado de São Paulo) | Apresentador de TV                | Venceu    | [ 15 ] |